# I Santo California
I Santo California — італійський музичний гурт, активний з 1974 року.
Вони найбільш відомі своїм дебютним синглом «Tornerò», який став міжнародним хітом № 1 у 1975 році.

## Історія
Гурт заснували п'ять музикантів з Кампанії, Південна Італія.
Спочатку гурт називався La Nuova Frontiera, та виступав в клубах і на пляжних курортах узбережжя Амальфі.
У 1974 році, під час концерту в Ночера-Інферіоре, вони привернули увагу Еліо Палумбо (Elio Palumbo), який допоміг їм підписати контракт з італійським лейблом Yep Record у Римі. 
З цього моменту гурт почав називатися I Santo California.
Наприкінці 1974 року гурт випустив свій дебютний сингл «Tornerò». Сентиментальна балада про кохання «Tornerò» стала головним хітом в Італії та Швейцарії, де була № 1 протягом кількох тижнів у 1975 році. У Швейцарії «Tornerò» став найбільш комерційно успішним синглом року. Сингл також досяг п'ятого місця в Німеччині та Австрії.
Дебютний альбом гурту увійшов до першої двадцятки в Італії.
Наступний сингл гурту, «Un angelo», досяг другої позиції в італійських чартах і десятої позиції у Швейцарії навесні 1976 року.
Міжнародний успіх гурту продовжився з піснею «Dolce amore mio», яка досягла шостої позиції в Італії та третьої позиції у Швейцарії.
У 1977 році гурт I Santo California взяв участь у музичному фестивалі в Санремо з піснею «Monica», яка посіла третє місце. Пісня швидко перетворилася на ще один міжнародний хіт гурту.
У 1978 році вони записали свій останній хіт, який потрапив у першу десятку в Італії, «Manuela, amore!». Після цього популярність гурту I Santo California впала. Гурт продовжував записувати та виступати, але лише намагався зберегти той самий рівень комерційного успіху.
Після чотирнадцятирічної перерви в 1994 році гурт випустив новий альбом, 1994 Per un mondo migliore.

## Учасники гурту
- П'єтро Паоло Барбелла (Pietro Paolo Barbella) — вокал, клавішні (1974 — теперішній час)
- Донато Фаріна (Donato Farina) — барабани (1974 — теперішній час)
- Доменіко Айелло (Domenico Aiello) — бас (1974 — теперішній час)
- Массімо Касо (Massimo Caso) — гітара (1974 — 1979)
- Джанні Галіція (Gianni Galizia) — клавішні (1974 — 1990)

## Дискографія

### Альбоми

#### Студійні альбоми
| Назва                                           | Інформація про альбом                           | Пікові позиції в чартах |
| Назва                                           | Інформація про альбом                           | IT                      |
| ----------------------------------------------- | ----------------------------------------------- | ----------------------- |
| Se davvero mi vuoi bene… Tornerò                | - Реліз: 1974 - Лейбл: Yep - Формат: LP         | 19                      |
| Un angelo                                       | - Реліз: October 1975 - Лейбл: Yep - Формат: LP | 22                      |
| Venus serenade                                  | - Реліз: 1979 - Лейбл: Yep - Формат: LP         | —                       |
| Ti perdono amore mio                            | - Реліз: 1980 - Лейбл: Yep - Формат: LP         | —                       |
| 1994 Per un mondo migliore                      | - Реліз: 1994 - Лейбл: PBR - Формат: CD         | —                       |
| «—» позначає випуски, які не потрапили в чарти. |                                                 |                         |

#### Збірні альбоми
| Назва                                                  | Інформація про альбом                                  |
| ------------------------------------------------------ | ------------------------------------------------------ |
| Torneró                                                | - Реліз: 1975 - Лейбл: Philips, Decca - Формат: LP, MC |
| Hits in the World                                      | - Реліз: 1976 - Лейбл: Yep - Формат: LP                |
| Die großen Erfolge. Grandi successi. Les grands succès | - Реліз: 1976 - Лейбл: Ariola - Формат: LP             |
| The Best of I Santo California                         | - Реліз: 1977 - Лейбл: Philips - Формат: LP            |
| Il meglio de I Santo California                        | - Реліз: 1978 - Лейбл: Yep - Формат: LP                |
| Tornerò — The Very Best                                | - Реліз: 1993 - Лейбл: Arcade - Формат: CD             |
| Tornerò — Best Of                                      | - Реліз: 1996 - Лейбл: ZYX Music - Формат: CD          |
| The World of I Santo California                        | - Реліз: 2002 - Лейбл: ZYX Music - Формат: CD          |
| Tornerò — I Grandi Successi                            | - Реліз: 2005 - Лейбл: ZYX Music - Формат: CD          |
| The Best of I Santo California                         | - Реліз: 2007 - Лейбл: Trecolori Media - Формат: CD    |

### Сингли
| Назва                                                                                | Рік  | Пікові позиції в чартах | Пікові позиції в чартах | Пікові позиції в чартах | Пікові позиції в чартах | Пікові позиції в чартах | Пікові позиції в чартах |
| Назва                                                                                | Рік  | IT                      | AUT                     | BE (FL)                 | GER                     | SPA                     | SWI                     |
| ------------------------------------------------------------------------------------ | ---- | ----------------------- | ----------------------- | ----------------------- | ----------------------- | ----------------------- | ----------------------- |
| «Tornerò»                                                                            | 1974 | 2                       | 4                       | 4                       | 2                       | 3                       | 1                       |
| «Un angelo»                                                                          | 1974 | 4                       | —                       | —                       | —                       | —                       | 9                       |
| «Dolce amore mio»                                                                    | 1976 | 6                       | —                       | —                       | —                       | —                       | 3                       |
| «Ave Maria… No! No!»                                                                 | 1976 | 9                       | —                       | —                       | —                       | —                       | 11                      |
| «Fenesta vascia»                                                                     | 1977 | —                       | —                       | —                       | —                       | —                       | —                       |
| «Monica»                                                                             | 1977 | 14                      | —                       | —                       | —                       | —                       | 9                       |
| «Gabbiano»                                                                           | 1977 | —                       | —                       | —                       | —                       | —                       | —                       |
| «Manuela, amore!»                                                                    | 1978 | —                       | —                       | —                       | —                       | —                       | —                       |
| «Venezia»                                                                            | 1979 | —                       | —                       | —                       | —                       | —                       | —                       |
| «Butterfly 2000»                                                                     | 1979 | —                       | —                       | —                       | —                       | —                       | —                       |
| «Ti perdono amore mio»                                                               | 1980 | —                       | —                       | —                       | —                       | —                       | —                       |
| «Aspettandoti»                                                                       | 1981 | —                       | —                       | —                       | —                       | —                       | —                       |
| «Questa melodia»                                                                     | 1982 | —                       | —                       | —                       | —                       | —                       | —                       |
| «Amore fragile»                                                                      | 1982 | —                       | —                       | —                       | —                       | —                       | —                       |
| «Lassù»                                                                              | 1983 | —                       | —                       | —                       | —                       | —                       | —                       |
| «Maledetto cuore»                                                                    | 1984 | —                       | —                       | —                       | —                       | —                       | —                       |
| «Caro compagno Joe» (Belgium-only release)                                           | 1991 | —                       | —                       | —                       | —                       | —                       | —                       |
| «Tornerò 2007» (Clamore Project vs. I Santo California; Germany-only release)        | 2007 | —                       | —                       | —                       | —                       | —                       | —                       |
| «—» позначає релізи, які не потрапили в чарти або не були випущені на цій території. |      |                         |                         |                         |                         |                         |                         |